# Хазиев, Фангат Хаматович
Хазиев Фангат Хаматович (род. 27 апреля 1936, Ялангачево, Башкирская АССР) — советский почвовед, агрохимик, агроэколог, член-корреспондент АН РБ (1991), доктор биологических наук (1983), профессор (1989) и заслуженный деятель науки РФ (1997) и БАССР (1985).

## Биография
Хазиев Фангат Хаматович родился 27 апреля 1936 года в с. Ялангачево Балтачевского района БАССР. Детство прошли в деревне Буляково, основанной его отцом в 1937 году. Учился в Верхнекансияровской семилетней и Штандинской средней школах.
В 1960 году окончил Казанский государственный университет. После окончания университета работал почвоведом в Пермском областном управлении сельского хозяйства; затем с 1960 по 1962 год — инженером-гидротехником Казанской городской санэпидстанции.
С 1963 года работает в Институте биологии БФАН СССР (далее УНЦ РАН, УФИЦ РАН): с 1977 г. по 2002 г. заведующий лабораторией почвоведения, в 1984—1992 гг. заместитель директора, в 1985—1986 гг. и. о. директора, с 1995 г. заведующий отделом экологии и почвоведения, с 2002 г. главный научный сотрудник; одновременно академик-секретарь Отделения биологических наук АН РБ (1995—2006).
Научные направления работы Хазиева: почвоведение, агрохимия, почвенная энзимология, агроэкология, плодородие почв, восстановление деградированных почв. Он основал новое научное направление — почвенная энзимология. В этой области он разработал эколого-генетический подход к изучению ферментативной активности почв, выдвинул системно-экологическую концепцию формирования и функционирования ферментативного потенциала почв. Проводил комплексное изучение эколого-генетических и агроэкологических свойств почв Башкортостана, разработал комплексные программы поддержания оптимального плодородия почв, восстановления деградированных почв.
Фангат Хаматович создал научную школу по изучению почвенных ферментов и почв Башкортостана. Его учениками являются 7 докторов и 25 кандидатов наук.

## Награды
Лауреат Государственной премии РБ в области науки и техники (2001), премии имени академика В. Р. Вильямса (1986), награждён Почетной грамотой Президиума Верховного Совета БАССР(1991), Почетными грамотами Президиумов АН СССР и УНЦ РАН, Почетной грамотой ЦК КПСС,Совета Министров СССР, ВЦСПС и ЦК ВЛКСМ (1987), бронзовой и серебряной медалями ВДНХ СССР (1984, 1988), медалью «Ветеран труда» (1985), орденом Салавата Юлаева (2016), медалью ордена «За заслуги перед Отечеством» II степени (2022), медалью "За большие заслуги перед татарским народом "(2022), почетным знаком Президиума ЦС ВООП (2005), памятной медалью им. В. В. Докучаева (1983), почетный член Общества почвоведов России им. В. В. Докучаева (2008)..

## Труды
Хазиев Фангат Хаматович — автор более 350 научных работ, включая 32 монографии, 10 изобретений.
- Ф. Хазиев «Черноземы Башкирии». Уфа,1969 (соавтор).
- Ф. Хазиев «Почвенные ферменты». М.Знание. 1972.
- Ф. Хазиев «Ферментативная активность почв». М.:Наука,1976.
- Ф. Хазиев «Почвенный азот и эффективность азотных удобрений». Уфа,1979 (соавтор).
- Ф. Хазиев «Системно-экологический анализ ферментативной активности почв» . М.: Наука, 1982.
- Ф. Хазиев «Рационально использовать осушенные земли». Уфа,1985 (соавтор).
- Ф. Хазиев «Морфогенетическая и агропроизводственная характеристика почв Башкирской АССР». Уфа, 1985 (соавтор).
- Ф. Хазиев «Количественные методы почвенно-альгологических исследований», Уфа, 1985 (соавтор).
- Ф. Хазиев «Углеводные компоненты органического вещества почвы». Уфа, 1987 (соавтор).
- Ф. Хазиев «Комплексная программа повышения плодородия почв Башкирской АССР на 1990—1995 годы». Уфа ,1990 (соавтор).
- Ф. Хазиев «Органическое вещество почв Башкирии». Уфа, 1991 (соавтор).
- Ф. Хазиев «Минимальная обработка и воспроизводство плодородия типичного чернозема». Уфа,1993 (соавтор).
- Ф. Хазиев «Почвы Башкортостана». Т. 1-2. Уфа: Гилем, 1995—1997 (соавтор).
- Ф. Хазиев «Воспроизводство плодородия серых лесных почв». Уфа: Гилем,1999 (соавтор).
- Ф. Хазиев «Экологический императив сельского хозяйства Республики Башкортостан». Уфа: Гилем,1999 (соавтор).
- Ф. Хазиев «Состав и трансформация органического вещества почв». Уфа: Гилем, 2000.
- Ф. Хазиев «Экотоксиканты в почвах Башкортостана». Уфа: Гилем,2000 (соавтор).
- Ф. Хазиев «Фосфатное состояние почв Башкортостана». Уфа: Гилем, 2002 (соавтор).
- Ф. Хаэиев «Устойчивость почвенных процессов», Уфа, 2004 (соавтор).
- Ф. Хазиев «Методы почвенной энзимологии». М.: Наука, 1990 и 2005.
- Ф. Хазиев «Почвы Республики Башкортостан и регулирование их плодородия». Уфа: Гилем, 2005.
- Ф. Хазиев «Биологические ресурсы Южного Урала: Фундаментальные основы использования». Уфа: Гилем,2009 (соавтор).
- Ф. Хазиев «Экология почв Башкортостана». Уфа: Гилем, 2012.
- Ф. Хазиев «Почва и экология». Вестник Академии наук РБ. 2017. Т. 24.№ 3. с. 29-38.
- Ф. Хазиев «Годы и дела». Уфа : Гилем. 2016.
- Ф. Хазиев «Земля моя — судьба моя». Уфа: Башкирская энциклопедия. 2020.